# Кубок Словакии по футболу
Кубок Словакии по футболу (словац. Slovenský Pohár) — национальный футбольный кубок Словакии, проводящийся с 1993.
До 1993 года, то есть года распада Чехословакии словацкие клубы принимали участие в Благотворительном кубке (1906 - 1916) и Спартакиаде (1955, 1960), Кубке Словацкого Народного восстания (1954-1961) и старом Кубке Словакии, который был частью Кубка Чехословакии (1960-1993).
Обладатель Кубка Словакии получает путёвку в Лигу Европы.
С 2012 года соревнование названо в честь главного спонсора — словацкой компании Slovnaft.

## Общий зачёт

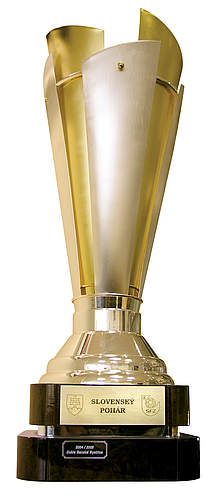
Трофей

| Клуб                    | Число побед | Годы побед                                                 |
| ----------------------- | ----------- | ---------------------------------------------------------- |
| Слован (Братислава)     | 10          | 1994, 1997, 1999, 2010, 2011, 2013, 2017, 2018, 2020, 2021 |
| Спартак (Трнава)        | 4           | 1998, 2019, 2022, 2023                                     |
| Интер (Братислава)      | 3           | 1995, 2000, 2001                                           |
| Кошице                  | 2           | 2009, 2014                                                 |
| Артмедиа Петржалка      | 2           | 2004, 2008                                                 |
| Тренчин                 | 2           | 2015, 2016                                                 |
| Ружомберок              | 1           | 2006                                                       |
| Дукла (Банска-Бистрица) | 1           | 2005                                                       |
| Жилина                  | 1           | 2012                                                       |
| Матадор (Пухов)         | 1           | 2003                                                       |
| Коба (Сенец)            | 1           | 2002                                                       |
| Хемлон (Гуменне)        | 1           | 1996                                                       |
| ВиОн (Злате Моравце)    | 1           | 2007                                                       |